# 得パス
得パス（とくパス）は、西鉄バス北九州が発売し、福岡県北九州市と近郊を走る西鉄バスの一般路線で利用できる定額式乗り放題定期券。

## 概要
西鉄バスにおいては、福岡都市圏での乗り放題定期券として、学生・生徒・児童を対象とする「エコルカード」と、日中の一定時間帯のみ乗り放題となる「ひるパス」が発売されていた。
「得パス」は西鉄バス北九州が2005年6月1日に発売を開始した乗り放題定期券で、以下のような特徴がある。
- 購入にあたり年齢・身分などの制限がない。
- 通学割引、高齢者割引がない。障害者割引は通常の半額（購入時・利用時に障害者手帳の提示が必要）。
- 西鉄バス北九州が指定したエリア外への乗り越しができない。

なお「グランドパス65」の発売対象者の場合、「グランドパス65」は「得パス」より価格が安いうえ、西鉄バスグループ全線が乗り放題となり、一部高速路線の支払い運賃が半額となる。このため西鉄は北九州地区においても、65歳以上に対しては「得パス」ではなく「グランドパス65」を売るようにしている。

## 利用可能な路線・地域
対象となるエリアは北九州市全域、中間市、京都郡苅田町、行橋市、北九州空港（一般路線のみ）及び直方市のイオンモール直方バス停（香月営業所運行の路線のみ）である。
かつては京都郡みやこ町、遠賀郡水巻町、同郡芦屋町も有効エリアであったが、路線撤退により使用不可となっている。
境界は以下の通り。境界を跨いで乗車する場合、エリア外の区間の運賃はSFで乗り越し精算される。かつては頂吉越（エリア内）と金辺トンネル（エリア外、田川郡香春町）も境界バス停となっていたが、西鉄後藤寺～中谷線廃止によりこちらも廃止された。
| 路線名         | 行先番号 | 運行区間     | エリア内境界バス停           | エリア外境界バス停 |
| -------------- | -------- | ------------ | ---------------------------- | ------------------ |
| 直方(急行)黒崎 | 無番     | 黒崎BC～直方 | 上新縄手（北九州市八幡西区） | 中牟田（直方市）   |

また、空港連絡を含む高速バス、特急バスなどでは一切利用できない。

## 利用方法
2009年7月13日に北九州地区へのnimoca導入が完了し、順次磁気券からnimocaに切り替えられた。また2010年1月1日からは、顔写真の提示が不要になり、購入時も顔写真の持参が不要となった。
西鉄バス筑豊の路線でも、北九州社指定区間内のみの利用であれば使えるため、利用法は大きく分かれる。

### 西鉄バス北九州

#### 磁気券
- 乗車の際、磁気券を乗車口のカードリーダーに通す。
- 降車の際、磁気券を降車口のカードリーダーに通し、専用パスケースに入れた顔写真を運転士に提示。
  - 通用期間を過ぎているカードはカードリーダーを通らない。また、顔写真を提示しない場合は無効。

#### nimoca
- 乗車の際、nimocaを乗車口のICカードリーダーに、音が鳴り青いランプが点るまでかざす。
- 降車の際、nimocaを運賃箱上のICカードリーダーに、音が鳴り青いランプが点るまでかざす。
  - 得パスの通用期限とSF残額は、乗降時に表示される。
  - 通用期間を過ぎている場合は、通常のSF利用と同様の取扱になる。また、2009年末までは顔写真の提示が必要だった。

### 西鉄バス筑豊
西鉄バス筑豊が運行する前述の境界停留所を示した表記載路線については、旧来の定期券と同じ使い方をしていた。
- まず乗車の際は必ず整理券を取る。
- 降車の際は磁気券をパスケースに入れたまま、顔写真を運転士に提示。
- 降車の際、写真票を運転士に提示。その上で、「得パス」利用であることを運転士に伝えること。エリア外利用区間の精算はストアードフェアカード扱いで行うが、行先によってその方法は異なるため、運転士の指示に従うこと。

## 発売価格
- 1ヶ月券：12,200円
- 3ヶ月券：33,600円
- 6ヶ月券：65,200円
  - 6ヶ月券のみ契約企業向け発売価格（62,100円）の設定がある。

小児割引や学生割引はないが、障害者割引は上記価格の半額となる。nimoca移行後は、これに加えてnimocaカードを新規に取得する場合デポジットとして別途500円かかる。既にnimocaカードを持っている場合は追加料金不要で登載させることができる。
障害者割引は身体・知的に限られていたが、障害者差別解消法の施行を受け、西鉄グループ全体で2017年4月以降精神障害者も対象に加えられることとなった。

## 日祝家族割
2015年4月1日の価格改定に合わせて導入されたサービス。日祝日ダイヤ、あるいは年末年始などの特別ダイヤでの運行日に、得パスの有効区間内で得パスの利用者と同乗する家族は大人1人+小児2人まで、大人100円、小児50円の運賃で乗車可能となる（現金払いのみ）。

## その他
- 発売は定期券発売所と一部の遠隔地営業所では即時発行に対応。ほかの営業所では取次扱いとなる。
- 定額式で北九州地区乗り放題であることから、幅広く利用されており、通学割引が存在しないにもかかわらず、学生の利用者も多い。学校だけでなく、学習塾や部活動、休日の外出などの利便性が「エコルカード」並みに確保されているためと考えられている。
- チャチャタウン小倉やリバーウォーク北九州の一部店舗など、得パスの提示で割引などの優待サービスを提供する店舗が存在する[4]。
- 発売当初は「月度式」のため有効期間が「初月1日〜最終有効月末日」で固定されていたが、2018年2月以降の通用分から他の一般定期券や「グランドパス65」と同様に開始日を選択できるようになった[5]。但しこれにより「得パス」と他の一般定期券を1枚のnimocaに併載している場合、有効期間を揃える必要が生じ異なる場合は異なる有効期間分の枚数のnimocaを所持する必要があるとして、西鉄バス北九州が注意を呼び掛けている[6]。